# フロリアーナ・ベルトーネ
フロリアーナ・ベルトーネ（Floriana Bertone、1992年11月19日 - ）は、イタリアの元女子バレーボール選手である。

## 来歴
2009年にClub Italiaに入団した。2013年にイタリア代表に選出された。
2016年に左膝前十字靱帯断裂の重傷を負う。翌シーズンに復帰するが、2018年に再度の膝の負傷を余儀なくされた。
2020年に現役引退。

## 所属クラブ
- Club Italia （2009-2011年）
- カザルマッジョーレ （2011-2012年）
- イル・ビゾンテ・フィレンツェ （2012-2015年）
- LJ Volley（2015-2016年）
- Neruda Volley（2016-2017年）
- Ubi Banca San Bernardo Cuneo（2017-2018年）
- Cuore di Mamma Cutrofiano（2018-2020年）